# Raphaël Bartolt
Raphaël Bartolt (né le 20 février 1951 à Cintegabelle, en Haute-Garonne) est un haut fonctionnaire français. Il est administrateur civil, assure diverses directions d'administrations puis devient préfet.

## Biographie

### Formation
Raphaël Bartolt est licencié-és-lettres (histoire) à la Sorbonne à Paris, diplômé de l’Institut d’Études Politiques de Paris et ancien élève de l’École nationale d'administration (ENA) (promotion Louise Michel, 1984).

### Fonctions
En mai 1984 à la sortie de l'ENA Raphaël Bartolt  est affecté au ministère de l'Intérieur. Il devient directeur du cabinet du préfet de l'Aude en août 1984 puis directeur du cabinet du préfet de la Martinique et, en août 1985, sous-préfet de Montmorillon (Vienne). Il est, en 1989, directeur du cabinet de Georges Sarre, secrétaire d’État aux transports. Puis il devient adjoint au sous-directeur à la direction générale des collectivités locales en février 1992. En juin 1992 il est secrétaire général de la Polynésie française.
Il est rapporteur général du colloque  des 24 et 25 octobre 1997 "des villes sûres pour des citoyens libres" à Villepinte.
Par décret du 21 décembre 1997 il est nommé préfet de l'Ardèche.
Raphaël Bartolt est nommé directeur des transmissions et de l'informatique au ministère de l'intérieur par décret du 15  juillet 1999.
En 2001 Raphaël Bartolt demande à être placé en disponibilité pour convenances personnelles afin d'exercer les fonctions de directeur de la campagne électorale de J.P. Chevènement. Il est nommé préfet hors cadre à compter du 22 avril 2002 
En mars 2003 il est l'un des auteurs du rapport "Contrôle Sanction Automatisé" et devient le 31 juillet 2003 directeur du projet interministériel "radars automatiques"
En avril 2004 il est à la fois directeur de Cabinet du Ministre Délégué à l’Intérieur, porte Parole du Gouvernement, et conseiller pour les libertés locales au cabinet du ministre de l’intérieur, de la sécurité intérieure et des libertés locales.
Le 3 décembre 2004 il devient  directeur de cabinet de la Ministre Déléguée à l’intérieur.
En 2005 Raphaël Bartolt est nommé préfet de la Dordogne.
Par décret du 26 février 2007 il est nommé directeur de l’Agence Nationale des Titres Sécurisés. L’Agence Nationale des Titres Sécurisés  est chargée de la conception, de la mise en œuvre du passeport biométrique et de l’immatriculation à vie des véhicules.
Le 22 août 2011 il est nommé  préfet de Meurthe-et-Moselle.
Par décret du 15 juillet 2015, il est nommé préfet de la région Franche-Comté, préfet du Doubs, à la suite de quoi, il devient, le 1er janvier 2016, avec la fusion des régions Bourgogne et Franche-Comté, préfet du Doubs.
Par décret du 6 avril 2018, il est  admis à faire valoir ses droits à la retraite à compter du 21 août 2018.

### Vie personnelle
Raphaël Barthold est marié et a un enfant.

## Récompenses et distinctions

### Décorations
- Officier de la Légion d'honneur Il est fait chevalier le 31 décembre 1999[16], puis officier le 13 juillet 2016[17].
- Officier de l'ordre national du Mérite Il est fait chevalier le 14 mai 1994[18], puis est promu officier le 7 mai 2007[19].